# دره ابراهیم
دره ابراهیم، روستایی از توابع بخش مرکزی شهرستان نهاوند در استان همدان ایران است. نام این روستا برگرفته از نام امامزاده ای هست که در مرکز این روستا قرار دارد 
هرساله مراسم های زیادی از جمله مراسم محرم در این امام‌زاده برگزار می‌شود و افرادی از روستا های مجاور و شهر نهاوند برای زیارت این امامزاده به این روستا می‌روند

## جمعیت
این روستای لر نشین  در دهستان شعبان قرار دارد و براساس سرشماری مرکز آمار ایران در سال۱۳۹۲، جمعیت آن۴۲ نفر (تعدادخانوار۵) بوده‌است. از فامیلی های  پر جمعیت این روستا می‌توان به نادری و حسنوند اشاره کرد 